# Industry Giant II
«Промышленный Гигант 2» (англ. Industry Giant II) — экономический симулятор/стратегия с элементами логистики, разработанная компанией JoWooD Productions.

## Сюжет
Действие игры разворачивается в Америке с 1900 по 1980 года. Игроку предоставляется несколько видов кампаний, в каждой из которых ему даётся начальный капитал и (как правило) ограниченное время для его реализации и увеличения.

## Градостроительство
В игре смоделированы карты с деревнями и городами (которые включают в себя моря, каменные гряды и почвы различного плодородия) растущими с течением времени, с новыми типами развивающихся зданий появляется спрос на продукцию. Развитие городов зависит от действий игрока, с размещением магазинов и благотворительных зданий увеличиваются темпы развития городов, а промышленные здания, наоборот, тормозят развитие.

## Время
Время года постоянно меняется, а потому есть периоды созревания урожая для сельхоз-производства. Также можно посмотреть ежегодные финансовые отчеты о деятельности. С течением времени происходят новые технологические достижения, что открывает доступ к новым продуктам и транспортным средствам. Транспорт требует технического обслуживания и планирования, и с возрастом, особенно при нерациональном планировании маршрута, возникают поломки (чем дальше — тем чаще), что может привести к срыву доставки ресурсов/продукции.

## Оценки
| Сводный рейтинг | Сводный рейтинг |
| Агрегатор       | Оценка          |
| --------------- | --------------- |
| GameRankings    | 73,77 %         |